# Canh kiểm
Canh kiểm hay kiểm là món ăn chay có nguồn gốc từ vùng Nam Bộ Việt Nam và được xem như món ăn chay đặc trưng của người Nam Bộ. Canh kiểm có vị ngọt, thường nấu từ các loại nông sản như bí đỏ, khoai lang, đậu que, đậu phộng, bột khoai, đậu hũ và quan trọng không thể thiếu nước cốt dừa. Hương vị của món ăn này là sự kết hợp của ngọt, mặn và béo. Người ta thường ăn canh kiểm vào các ngày rằm lớn hay giỗ chạp khi các bậc sư thầy, Phật tử có thói quen vào chùa ăn cơm chay.